# Ungod
Ungod – debiutancki album Stabbing Westward. 
Riff gitarowy użyty w tytułowym utworze jest taki sam jak w utworze "Hey Man, Nice Shot" Filter – gitarzysta Stuart Zechman działał wówczas w obu tych grupach. Utwór Filter został wydany jako singiel na początku 1993 roku, z tego względu utwór nie został wydany na singlu i nie był grany na koncertach.

## Spis utworów
1. "Lost" – 3:21
2. "Control" – 3:39
3. "Nothing" – 4:50
4. "ACF" – 4:43
5. "Lies" – 4:43
6. "Ungod" – 7:43
7. "Throw" – 5:24
8. "Violent Mood Swings" – 5:12
9. "Red on White" – 5:20
10. "Can't Happen Here" – 8:26

## Twórcy
- Christopher Hall – głos
- Stuart Zechman – gitary
- Jim Sellers – bas
- David Suycott – perkusja
- Walter Flakus – keyboard